# 옴라딘스키 스타디온
옴라딘스키 스타디온(세르비아어: Омладински стадион)는 세르비아 베오그라드에 위치한 축구 경기장으로 OFK 베오그라드의 홈 구장으로 사용되고 있다. 1957년 8월 10일에 개장하였으며. 수용 인원은 19,100명이지만 좌석은 10,600석만 설치되어 있다. 2012년에 접어들면서 노후화로 인해 경기장의 상태가 악화되기 시작했고 결국 수용인원의 3분의 1만 수용할 수 있게 되었다. 노후화로 인해 위원회는 리그 경기 운영 불가를 발표하게 되었고, 팬들은 '옴라딘스키 스타디온 재건축'에 대한 청원을 하게 되었다. 옴라딘스키 스타디온은 베오그라드시의 소유이므로 청원은 베오그라드 측으로 넘어갔다.